# Nino Niederreiter
Nino Niederreiter, född 8 september 1992 i Chur, är en schweizisk professionell ishockeyforward som spelar för Winnipeg Jets i NHL.
Han har tidigare spelat för New York Islanders, Minnesota Wild, Carolina Hurricanes och Nashville Predators i NHL; HC Davos i NLA; Bridgeport Sound Tigers i AHL samt Portland Winterhawks i WHL.

## Klubblagskarriär

### NHL

#### New York Islanders
Niederreiter draftades som femte spelare totalt i draften 2010. När han draftades var han den högst draftade schweiziska spelaren någonsin.
Han debuterade för Islanders den 9 oktober 2010. Han var då 18 år och 31 dagar gammal och blev med det den dittills yngste spelaren att spela i Islanders.
När Niederreiter gjorde sitt första NHL-mål, den 13 oktober 2010 mot Washington Capitals (förlust med 1-2), blev Niederreiter den fjärde yngste spelaren att göra mål i NHL efter Andra världskriget.

#### Minnesota Wild
Efter delar av tre säsonger i Islanders organisation, tradades han under NHL-draften den 30 juni 2013, till Minnesota Wild i utbyte mot Cal Clutterbuck och ett draftval i tredje rundan samma år (som blev Eamon McAdam).
Niederreiter spenderade fem och en halv säsong i Minnesota Wild, och gjorde 228 poäng på 424 matcher. Laget nådde slutspel alla säsonger han spelade där, och hans facit blev 18 poäng på 39 slutspelsmatcher.

#### Carolina Hurricanes
Den 17 januari 2019 tradades han till Carolina Hurricanes i utbyte mot Victor Rask.

## Landslagskarriär
Niederreiter spelade för Schweiz juniorlandslag i JVM 2010, där han gjorde 10 poäng, och i A-landslaget i Ishockey-VM 2010.

## Statistik
| 2008–2009  | HC Davos                | NLA        | —   | —   | —   | —   | —   | 3  | 0  | 1  | 1  | 0  |
| 2009–2010  | Portland Winterhawks    | WHL        | 65  | 36  | 24  | 60  | 68  | 13 | 8  | 8  | 16 | 16 |
| 2010–2011  | New York Islanders      | NHL        | 9   | 1   | 1   | 2   | 8   | —  | —  | —  | —  | —  |
|            | Portland Winterhawks    | WHL        | 55  | 41  | 29  | 70  | 67  | 21 | 9  | 18 | 27 | 30 |
| 2011–2012  | New York Islanders      | NHL        | 55  | 1   | 0   | 1   | 12  | —  | —  | —  | —  | —  |
|            | Bridgeport Sound Tigers | AHL        | 6   | 3   | 1   | 4   | 4   | —  | —  | —  | —  | —  |
| 2012–2013  | Bridgeport Sound Tigers | AHL        | 74  | 28  | 22  | 50  | 38  | —  | —  | —  | —  | —  |
| 2013–2014  | Minnesota Wild          | NHL        | 81  | 14  | 22  | 36  | 44  | 13 | 3  | 3  | 6  | 8  |
| 2014–2015  | Minnesota Wild          | NHL        | 80  | 24  | 13  | 37  | 28  | 10 | 4  | 1  | 5  | 10 |
| 2015–2016  | Minnesota Wild          | NHL        | 82  | 20  | 23  | 43  | 36  | 6  | 1  | 5  | 6  | 4  |
| 2016–2017  | Minnesota Wild          | NHL        | 82  | 25  | 32  | 57  | 53  | 5  | 0  | 1  | 1  | 2  |
| 2017–2018  | Minnesota Wild          | NHL        | 63  | 18  | 14  | 32  | 36  | 5  | 0  | 0  | 0  | 0  |
| 2018–2019  | Minnesota Wild          | NHL        | 46  | 9   | 14  | 23  | 10  | —  | —  | —  | —  | —  |
|            | Carolina Hurricanes     | NHL        | 36  | 14  | 16  | 30  | 20  | 15 | 1  | 3  | 4  | 12 |
| 2019–2020  | Carolina Hurricanes     | NHL        | 67  | 11  | 18  | 29  | 42  | 7  | 1  | 1  | 2  | 2  |
| 2020–2021  | Carolina Hurricanes     | NHL        | 56  | 20  | 14  | 34  | 29  | 7  | 1  | 0  | 1  | 8  |
| 2021–2022  | Carolina Hurricanes     | NHL        | 75  | 24  | 20  | 44  | 34  | 14 | 4  | 1  | 5  | 10 |
| 2022–2023  | Nashville Predators     | NHL        | 56  | 18  | 10  | 28  | 16  | —  | —  | —  | —  | —  |
| NHL totalt | NHL totalt              | NHL totalt | 788 | 199 | 197 | 396 | 368 | 82 | 15 | 15 | 30 | 56 |
| AHL totalt | AHL totalt              | AHL totalt | 80  | 31  | 23  | 54  | 42  | —  | —  | —  | —  | —  |
| WHL totalt | WHL totalt              | WHL totalt | 120 | 77  | 53  | 130 | 135 | 34 | 17 | 26 | 43 | 46 |

### Internationellt
| Källa: Uppdaterad: 2023-02-26 | Källa: Uppdaterad: 2023-02-26 | Källa: Uppdaterad: 2023-02-26 |                           | Utv = Utvisningsminuter   | Utv = Utvisningsminuter   | Utv = Utvisningsminuter   | Utv = Utvisningsminuter   | Utv = Utvisningsminuter |
| År                            | Lag                           | Mästerskap                    | Matcher                   | Mål                       | Assists                   | Poäng                     | Utv                       |                         |
| ----------------------------- | ----------------------------- | ----------------------------- | ------------------------- | ------------------------- | ------------------------- | ------------------------- | ------------------------- | ----------------------- |
| 2008                          | Schweiz                       | U18-VM                        | 6                         | 1                         | 1                         | 2                         | 2                         |                         |
| 2009                          | Schweiz                       | EYOF                          | 4                         | 1                         | 0                         | 1                         | 0                         |                         |
| 2009                          | Schweiz                       | U18-VM                        | 6                         | 3                         | 3                         | 6                         | 16                        |                         |
| 2009                          | Schweiz                       | Ivan Hlinka                   | Statistik ej tillgänglig. | Statistik ej tillgänglig. | Statistik ej tillgänglig. | Statistik ej tillgänglig. | Statistik ej tillgänglig. |                         |
| 2010                          | Schweiz                       | JVM                           | 7                         | 6                         | 4                         | 10                        | 10                        |                         |
| 2010                          | Schweiz                       | VM                            | 4                         | 0                         | 0                         | 0                         | 4                         |                         |
| 2011                          | Schweiz                       | JVM                           | 6                         | 2                         | 2                         | 4                         | 12                        |                         |
| 2012                          | Schweiz                       | VM                            | 6                         | 0                         | 0                         | 0                         | 2                         |                         |
| 2013                          | Schweiz                       | VM                            | 10                        | 5                         | 3                         | 8                         | 2                         |                         |
| 2014                          | Schweiz                       | OS                            | 4                         | 0                         | 0                         | 0                         | 2                         |                         |
| 2016                          | Schweiz                       | VM                            | 7                         | 3                         | 3                         | 6                         | 2                         |                         |
| 2016                          | Lag Europa                    | World Cup                     | 6                         | 0                         | 1                         | 1                         | 2                         |                         |
| 2018                          | Schweiz                       | VM                            | 10                        | 4                         | 5                         | 9                         | 10                        |                         |
| 2019                          | Schweiz                       | VM                            | 2                         | 1                         | 1                         | 2                         | 10                        |                         |
| Junior totalt                 | Junior totalt                 | Junior totalt                 | 29                        | 13                        | 10                        | 23                        | 40                        |                         |
| Senior totalt                 | Senior totalt                 | Senior totalt                 | 49                        | 13                        | 13                        | 26                        | 24                        |                         |